# Horváth Iván (irodalomtörténész)
Horváth Iván (Budapest, 1948. április 4. – Budapest, 2024. június 2.) magyar irodalomtörténész, szerkesztő, egyetemi tanár, az MTA doktora (1992). Az ELTE Bölcsészettudományi Kar Irodalomtudományi Doktori Iskola törzstagja. Szabadkőműves, 1997-től 2000-ig a Magyar Nagyoriens nagymestere.

## Kutatási területe
Szűkebben: Balassi Bálint költészete és a 16. század magyar költészete. Tágabban: Magyar irodalomtörténet (reneszánsz), irodalomelmélet (verstan, textológia), informatikai irodalomtudomány (irodalmi művek gépi nyilvántartása, hálózati kritikai kiadás, az új könyv technológiái).

## Életútja
Horváth Márton kommunista politikus, újságíró fiaként született. Felsőfokú tanulmányokat az Eötvös Loránd Tudományegyetemen folytatott, 1971-ben nyert magyar–francia szakos középiskolai tanári diplomát. Pályáját az MTA Irodalomtudományi Intézetének Reneszánszkutató Csoportjában kezdte, ahol gyakornok, segédmunkatárs, főmunkatárs, majd csoportvezetőként működött (1971–1993). 1980-ban az irodalomtudományok kandidátusa, 1992-ben doktora. Óraadó tanárként működött a JATE, az ELTE és JPTE régi magyar irodalom tanszékein.
1976-ban elindította „A régi magyar vers repertóriuma” (RPHA, Répertoire de la poésie hongroise ancienne) nevű adatbázist, amelyben munkatársaival rögzítették az összes 1601 előtti magyar vers bibliográfiai, irodalomtörténeti és poétikai tudnivalóit (eleinte mechanikus, lyukkártyás rendszerű, majd 1979-től számítógépes, 1993-tól internetes adatbázis).
Az 1989-es rendszerváltáskor a 2000 c. folyóirat egyik alapító szerkesztője és társtulajdonosa. Később, 1995-ben az INteRNeTTo c. internetes folyóirat megindításában vett részt.
1993-ban az ELTE Magyar Irodalomtörténeti Intézetének Doktoriskolája keretei között megalakította a Reneszánszkutatások Posztgraduális Központját (CHER). 1993-tól egyetemi docensi beosztásban dolgozott az ELTE Régi Magyar Irodalomtörténeti Tanszékén; 1995-től habilitált egyetemi tanár. 1997-ben Széchenyi professzori ösztöndíjban részesült.
1998-ban vezetésével új egyetemi program indult az ELTE-n, a „Bölcsészeti informatika” (BIÖP). 2000–2002 közt az Université de la Sorbonne Nouvelle – Paris III tanára, a párizsi Centre interuniversitaire d’études hongroises igazgatóhelyettese. 2002 júliusától 2009 júniusig az ELTE Régi Magyar Irodalomtörténeti Tanszékének vezetője.
Szövegkiadásaival és 1982-es történeti-poétikai monográfiájával új irányt adott a Balassi-kutatásnak. Balassi Bálint összes versei (1998) az első hálózati szövegkritikai kiadás a világon.

## Családja
Felesége Hubert Gabriella irodalom- és könyvtörténész. Gyermekei: Lili (1982) filmrendező, Andor Márton (1985) DLA, digitális bölcsész, mozgókép-hangmester és Miklós (2010).

## Kötetei (válogatás)

### Önálló szakkönyvei
- Balassi költészete történeti poétikai megközelítésben / közread. Magyar Tudományos Akadémia. Budapest : Akadémiai Kiadó, 1982. 336 p. ill. (újbóli kiadás 2004)
- A vers : három megközelítés. Budapest : Gondolat, 1991. 233 p.
- Magyarok Bábelben. Szeged: JATE Press, 2000. 213 p. (Online szöveg)
- Gépeskönyv. Budapest: Balassi Kiadó, 2006. 386 p. (Opus)
- Ómagyar szövegemlékek mint textológiai tárgyak; OSZK, Bp., 2015 (Információtörténeti műhely)

### Szövegkiadásai, szerkesztői munkái
- Balassi Bálint összes versei a versek helyreállított eredeti sorrendjében. Újvidék : Újvidéki Egyetem Bölcsésztudományi Kar Magyar Tanszéke, 1976. 151 p.
- Répertoire de la poésie hongroise ancienne. Manuel de correction d'erreurs dans la base de données, I-II, Paris, Éditions du Nouvel Objet, 1992 [1993], 49+808 p., (sous la direction de), Gabriella H. HUBERT (assisté par), Zsuzsa FONT, János HERNER, Etelka SZŐNYI, István VADAI (ont coopéré a ce travail), György GÁL (responsable de mathématiques), Tamás RUTTNER (responsable d’enregistrement textuel)
- „Miért fáj ma is” : az ismeretlen József Attila / szerk. Tverdota Györggyel ; [írta Erős Ferenc, Szőke György et al.] Budapest : Balassi Kiadó, 1992. 502 p.
- Balassi Bálint összes verse : [elektronikus dokumentum] /szerk. Tóth Tündével. Budapest : Gépeskönyv, 1998
- József Attila minden tanulmánya és cikke : [elektronikus dokumentum] / szerk. Devescovi Balázzsal és Golden Dániellel. 2.0 verzió. Budapest, Gépeskönyv, 1999
- 60. Mm május 26. Szerkesztik Bojtár Endre születésnapja alkalmából; szerk. Berkes Tamás, Barabás András, Horváth Iván; 2000 szerk., Bp., 2000